# Xavier Cima
Francesc Xavier Cima Ruiz (Vic, 23 de diciembre de 1977) es un empresario y expolítico español, originario de Cataluña. Fue diputado en el Parlamento de Cataluña en la X legislatura.

## Biografía
Graduado en Administración y Dirección de Empresas por la Universidad Abierta de Cataluña, tras abandonar la carrera de Ingeniería Geológica en la Universidad Politécnica de Cataluña. Tiene un curso de Project Finance International por OLS. Está casado con Inés Arrimadas desde el 30 de julio de 2016. El 21 de mayo de 2020 nació su hijo Álex en Madrid.

## Trayectoria
Ha trabajado durante 11 años como consultor. Entre 2011 y 2016 fue presidente del Consejo de Administración de la compañía SOMASRSA. El 29 de noviembre de 2016 creó la consultora Observatori 2050, junto con Roger Montañola, que opera bajo la marca comercial Diplolicy, en la que estuvo hasta finales de 2018 cuando pasó a ser el director de Políticas Digitales de Kreab.
Concejal del Ayuntamiento de Ripoll desde el año 2007, en las elecciones municipales de 2011 fue elegido teniente de alcalde y jefe del área de Servicios del territorio y sostenibilidad; también fue vicepresidente de Hacienda de la comarca del Ripollés y tesorero del Consorci Ripollès Desenvolupament, en representación de la Asociación Independiente de Jóvenes Empresarios de Ripoll (AIJER).
En marzo de 2013 se incorporó como diputado en el Parlamento de Cataluña por el grupo parlamentario de Convergència i Unió (CiU) en sustitución de Montserrat Roura. Ha sido vicepresidente de la Comisión de Interior y de la Comisión de empresa y ocupación, y secretario de la Comisión de Enseñanza y Universidades.
En las elecciones municipales de 2015 resultó elegido concejal del Ayuntamiento de Ripoll por CiU, y jefe de área de Territorio, sostenibilidad y empresa, cargo que ejerció hasta junio de 2016, momento en que abandonó la actividad política para centrarse únicamente en la actividad empresarial.